# Пиро (Козенца)
Пиро је насеље у Италији у округу Козенца, региону Калабрија.
Према процени из 2011. у насељу је живело 315 становника. Насеље се налази на надморској висини од 550 м.